# 維捷格拉
61°00′N 36°24′E / 61.000°N 36.400°E
維捷格拉（俄语：Вы́тегра）是俄羅斯沃洛格達州西北部的一座城市，位於伏爾加-波羅的海運河與維捷格拉河交匯之處，距沃洛格達西北320公里。2002年人口11,400人。
始於1710年，1773年建市。